# 罗塞河畔瓦尔
罗塞河畔瓦尔是法国科雷兹省的一个市镇，位于该省西部偏南，属于布里夫拉盖拉尔德区。该市镇总面积4.26平方公里，2009年时的人口为374人。

## 人口
罗塞河畔瓦尔（Vars-sur-Roseix）人口变化图示